# When Knights Were Bold (1936)
When Knights Were Bold é um filme musical produzido no Reino Unido e lançado em 1936.